# Constitution de la Zambie
Lire en ligne

Consulter

La Constitution de Zambie est la loi fondamentale de la Zambie en vigueur depuis le 30 août 1991.

## Caractéristiques de cette constitution
Cette constitution a notamment réintroduit en Zambie le multipartisme, ouvrant la voie dès le dernier trimestre de la même année 1991 à des élections plus ouvertes,.

## Précédentes constitutions
Les précédentes Constitutions sont les suivantes :
- la Constitution zambienne de 1964,
- et la Constitution zambienne de 1973.

## Compléments